# Cessnock Airport
Cessnock Airport är en flygplats i Australien. Den ligger i kommunen Cessnock och delstaten New South Wales, i den sydöstra delen av landet, omkring 120 kilometer norr om delstatshuvudstaden Sydney.
Närmaste större samhälle är Cessnock, nära Cessnock Airport. 
I omgivningarna runt Cessnock Airport växer huvudsakligen savannskog. Runt Cessnock Airport är det ganska glesbefolkat, med 25 invånare per kvadratkilometer. Genomsnittlig årsnederbörd är 1 149 millimeter. Den regnigaste månaden är februari, med i genomsnitt 197 mm nederbörd, och den torraste är juli, med 41 mm nederbörd.